# تماس تلفنی
تماس تلفنی (به انگلیسی: Telephone call) به ارتباط تلفنی با استفاده از شبکه مخابراتی، میان دو طرف تماس، گفته می‌شود. نخستین تماس تلفنی در ۱۰ مارس ۱۸۷۶ توسط الکساندر گراهام بل انجام شد. برای تماس تلفنی از خطوط زمینی، تلفن همراه، تلفن ماهواره‌ای یا ترکیبی از آنها استفاده می‌شود.

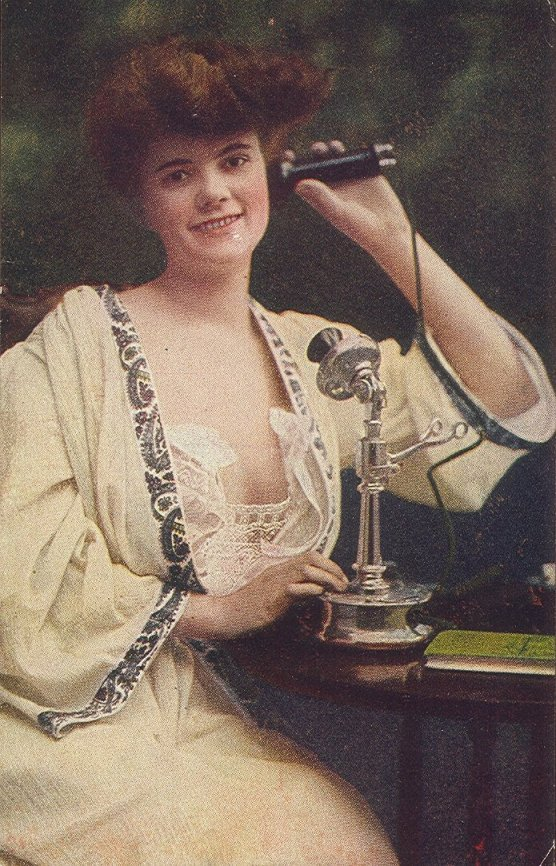
یک تلفن شمعدانی در اوایل قرن بیستم که برای تماس تلفنی استفاده می‌شد

تماس تلفنی، روشی برای برقراری ارتباط صوتی بین دو یا چند نفر به کمک تلفن است. این روش، از دهه ۱۸۷۶ میلادی که تلفن اختراع شد، به عنوان یکی از روش‌های ارتباطی از طرف افراد و سازمان‌ها استفاده می‌شود. تماس تلفنی می‌تواند به صورت تکراری برای برقراری ارتباط مستقیم، یا به عنوان روش ارتباط با شماره‌های اضطراری به کار رود.
تماس تلفنی می‌تواند به کمک تلفن ثابت، تلفن همراه یا تلفن هوشمند انجام شود. با پیشرفت تکنولوژی، تماس تلفنی همراه با تصویر، به عنوان ویدئوکال، نیز امکان‌پذیر شده‌است.
مزایای تماس تلفنی شامل سرعت، راحتی و امنیت بالا است. اما معایب آن نیز می‌تواند از دست دادن پویایی و صمیمیت ارتباط صوتی به همراه نبود میزان واقعی تمرکز و تمایل فرد در حین مکالمه باشد.
استفاده از تماس تلفنی در مواردی مانند جلسات کاری، مشاوره، گفت‌وگو با دوستان و خانواده و حتی ارتباط با مشتریان و مشاوران در کسب و کارها، رایج است.

## تاریخچه
تاریخچه تماس تلفنی به دهه ۱۸۷۶ میلادی با اختراع تلفن توسط الکساندر گراهام بل برمی‌گردد. در آغاز، تماس تلفنی به صورت دستی و تنها برای برقراری ارتباط دو نفره بود، اما پیشرفت تکنولوژی و توسعه شبکه‌های تلفنی، به توسعه سیستم تماس چندنفره و ارتباط بین شهرها و حتی کشورها کمک کرد.
در دهه‌های بعدی، با توسعه شبکه‌های تلفنی و افزایش تعداد افراد دسترسی به این روش ارتباطی، تماس تلفنی به یکی از روش‌های متداول برای برقراری ارتباط در جوامع مدرن تبدیل شد. با پیشرفت تکنولوژی، تلفن‌های همراه و هوشمند، به دسترسی به تماس تلفنی در هر زمان و مکانی، کمک کردند.
امروزه، با پیشرفت فناوری و به‌کارگیری تکنولوژی‌های پیشرفته‌تر، مانند تماس ویدئویی، تماس تلفنی با ویژگی‌های پیشرفته‌تری همراه شده‌است. این روش ارتباطی همچنان به عنوان یکی از روش‌های ارتباطی رایج در جوامع مدرن به کار می‌رود.

## تماس تلفنی با تلفن هوشمند
تماس تلفنی با تلفن هوشمند، یکی از روش‌های متداول برای برقراری ارتباط در جوامع مدرن است. با پیشرفت فناوری و توسعه تلفن‌های هوشمند، امکانات تماس تلفنی نیز بهبود یافته و ویژگی‌های پیشرفته‌تری نسبت به تلفن‌های قدیمی ارائه می‌شود.

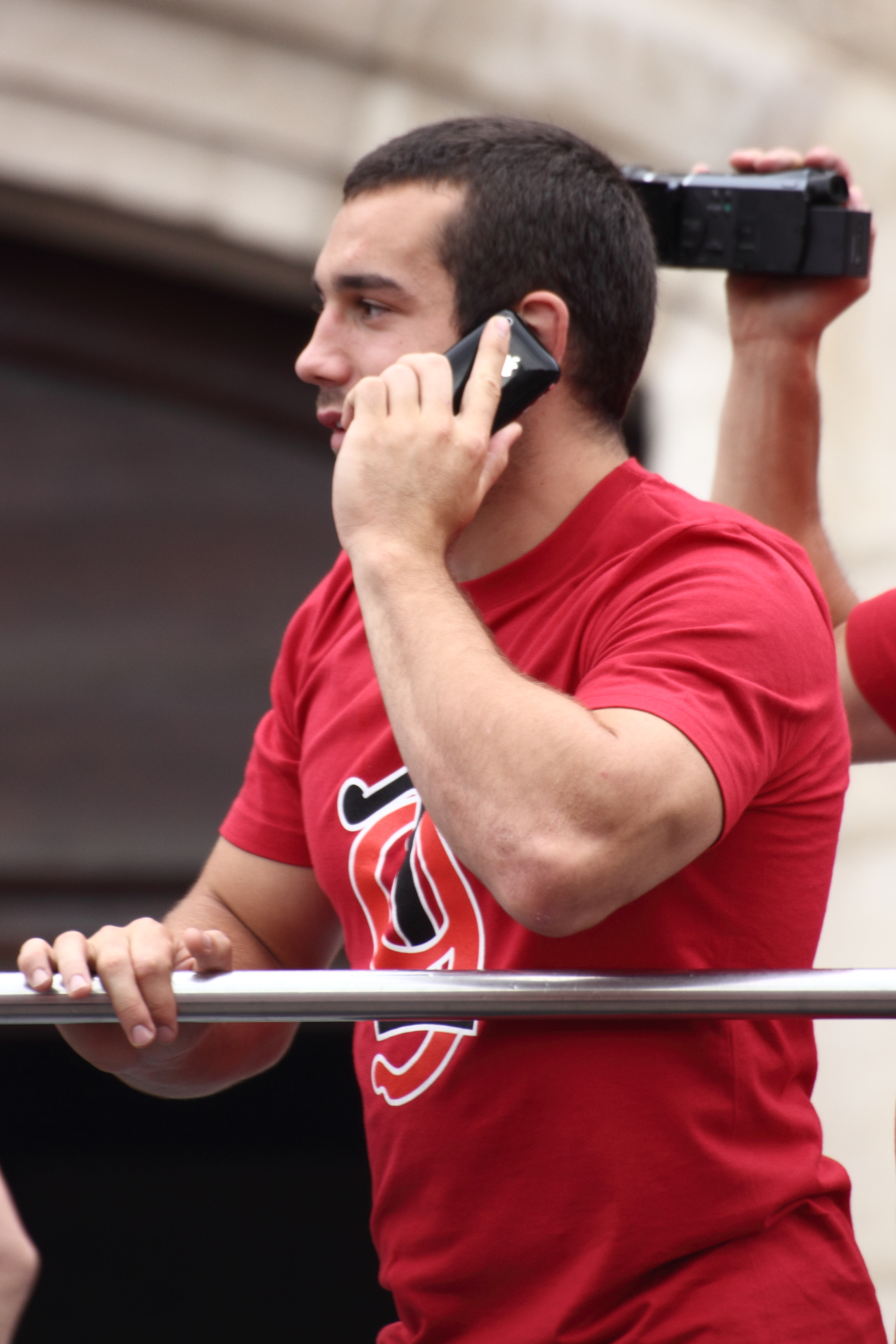
یک تلفن همراه اوایل قرن ۲۱ که برای تماس تلفنی استفاده می‌شود

امروزه، تلفن‌های هوشمند به دلیل داشتن صفحه نمایش بزرگ و ویژگی‌های پیشرفته، امکان برقراری تماس تصویری، ارسال پیام صوتی و حتی پیام‌های متنی، به کاربران ارائه می‌دهند. همچنین، با وجود برنامه‌های تماس اینترنتی مانند واتساپ، تلگرام و اسکایپ، امکان برقراری تماس تلفنی با کیفیت بالا و بدون هزینه اضافی نیز وجود دارد.
از دیگر ویژگی‌های تماس تلفنی با تلفن هوشمند، امکان ارتباط با دیگر دستگاه‌های الکترونیکی مانند تلویزیون، رادیو و سیستم‌های خودرو است. این ویژگی‌ها به کاربران امکان می‌دهد که با استفاده از تلفن هوشمند خود، به راحتی کنترل دستگاه‌های دیگر را به دست بگیرند.
در کل، تماس تلفنی با تلفن هوشمند به کاربران امکانات پیشرفته‌تری نسبت به تلفن‌های قدیمی را ارائه می‌دهد و به یکی از روش‌های ارتباطی متداول در جوامع مدرن تبدیل شده‌است.